# ماکوتو کاوانیشی
ماکوتو کاوانیشی (ژاپنی: 河西 真؛ زادهٔ ۲۱ ژوئن ۱۹۹۶) یک بازیکن فوتبال اهل ژاپن است.
از باشگاه‌هایی که در آن بازی کرده‌است می‌توان به باشگاه فوتبال فوکوشیما یونایتد اشاره کرد.